# Sofijski solisti
Sofijski solisti naziv je bugarskoga komornoga gudačkoga orkestra sa sjedištem u Sofiji. Osnovala ga je 1962. godine skupina sofijskih glazbenika koji su djelovali u bugarskoj Nacionalnoj operi. Prvi šef-dirigent i dugogodišnji voditelj orkestra bio je Michail Angelov, koji je ostao poznat po brojnim koncertima održanima u nekadašnjoj Jugoslaviji (Beogradski glazbeni festival, 1989.) i Sovjetskom Savezu te u zemljama Zapadne Europe i SAD-u.
Do 2014. godine održali su ukupno 3000 koncerata osvojivši nagrade na glazbenim festivalima u Njemačkoj, Francuskoj, Španjolskoj, Hrvatskoj, Italijil, Belgiji i Norveškoj. Većina njihovih koncertnih nastupa ovjekovječena je na nosačima zvuka,  koji se vrlo dobro prodaju u Bugarskoj.

## Vanjske poveznice
- Službene stranice Sofijskih solista (engl.)